# Kvilda – Pod políčky
Kvilda – Pod políčky je přírodní památka ev. č. 1237 na území obce Kvilda v okrese Prachatice v Jihočeském kraji. Nachází se na Šumavě, v údolí Kvildského potoka mezi vrcholy Lapka a Orel, severně od Kvildy směrem k Jezerní slati a Horské Kvildě. Je součástí Národního parku Šumava, jehož je I. zónou.

## Předmět ochrany

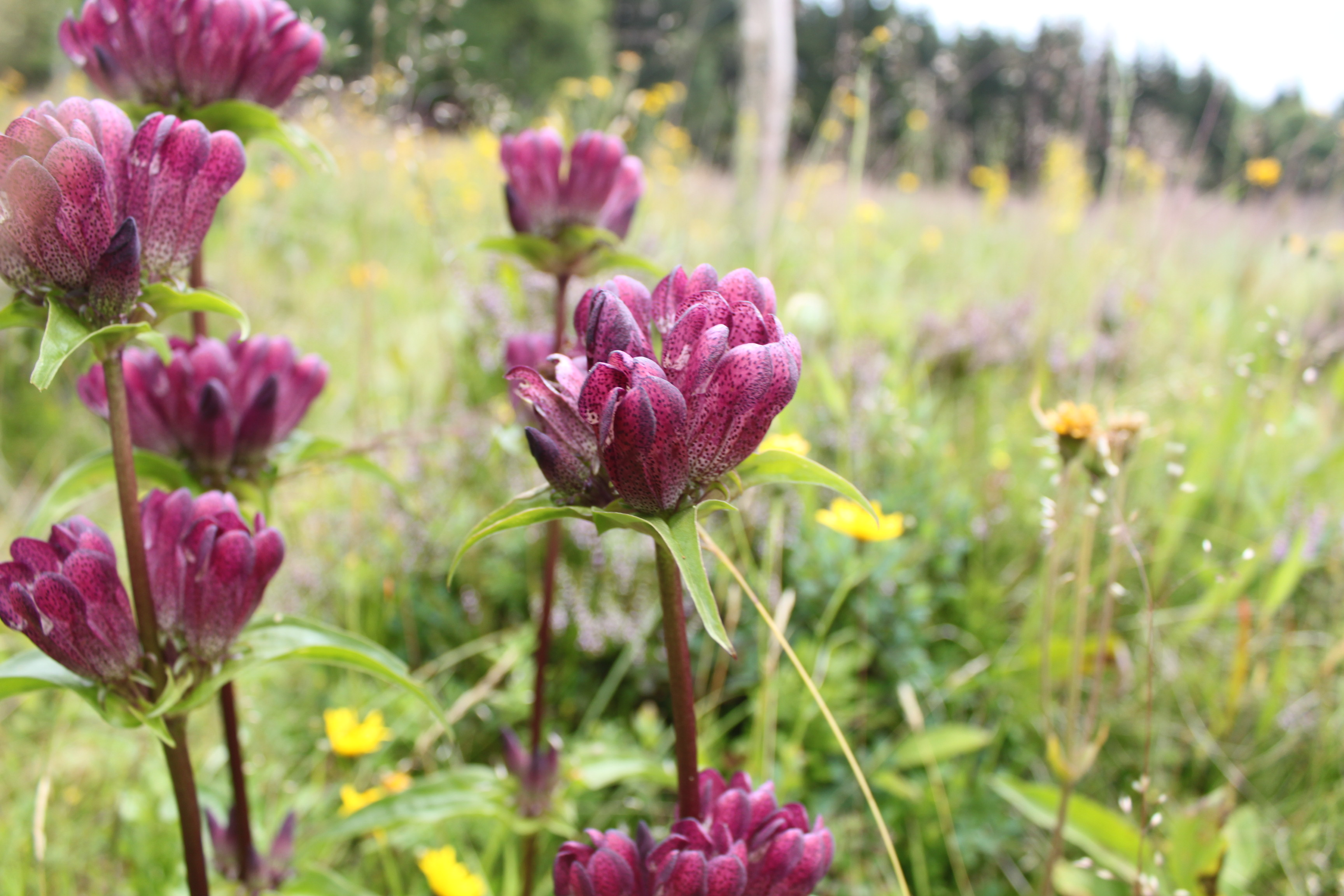
Hořec panonský na Kvildě

Důvodem ochrany je lokalita s významným zastoupením chráněných a ohrožených druhů rašeliništní, mokřadní až vřesovištní vegetace včetně zbytků charakteristických acidofilních lučních společenstev centrální Šumavy s nejbohatším zastoupením hořce panonského (Gentiana pannonica) v jihočeské části Šumavy.